# Maus au Chocolat
Maus au Chocolat is een interactieve darkride in het Duitse attractiepark Phantasialand. De darkride opende 9 juni 2011 voor publiek geopend en is te vinden in het themagebied Berlin.

## Opzet

### Verhaal
Het verhaal achter Maus au Chocolat gaat over muizen die in de bakkerij van bakker Gustav Lehmann voor overlast zorgen. De bakker roept hierop de hulp in van muizenverdelger Oskar Koslowski. Met behulp van een slagroomspuit, gevuld met chocolade, probeert hij de muizen weg te jagen. Dit blijkt geen zin te hebben, waarop de bakker de hulp van bezoekers van Phantasialand inschakelt.

### De rit
De wachtruimte van de attractie is gedecoreerd als opslagplaats van een bakkerij. Op de achtergrond is het geluid van muizen te horen en diverse geurverspreiders geven het idee in een bakkerij te zijn.
De darkride wordt afgelegd in een voertuig dat 360 graden om zijn eigen as kan draaien, waardoor de bezoekers in diverse richtingen de attractie beleven. Elke trein die vertrekt bestaat uit meerdere voertuigen. Aan beide zijden van een voertuig is plek voor twee bezoekers die met hun rug naar elkaar toe zitten. Tijdens de rit stopt de trein een aantal keren bij 3D-schermen waar bezoekers een mini-game moeten spelen. Met de laserpistolen aan het voertuig dienen de bezoekers op de doelen te schieten op het scherm om zo punten te scoren. De puntentelling is per persoon in het voertuig te volgen. Aan het eind van de rit in de totale score te zien.
De gehele rit telt zeven mini-games die elk op een andere locatie afspelen. Dit zijn: het kantoor, de voorraadkast, de keuken, de oven, de taartfabriek, de koelcel en de lobby.

Het is niet mogelijk om vals te spelen of het parcours te beïnvloeden.

## Technisch
De attractie is ontworpen door de Eric Daman, de huisontwerper van het attractiepark. Het transportsysteem is afkomstig van de Nederlandse fabrikant ETF Ride Systems. De 3D-video's zijn van de hand van het Belgische Alterface. Maus au Chocolat is de eerste interactieve 3D-darkride van Europa en is geïnspireerd op de Disney-attractie Toy Story Midway Mania!.

## Afbeeldingen

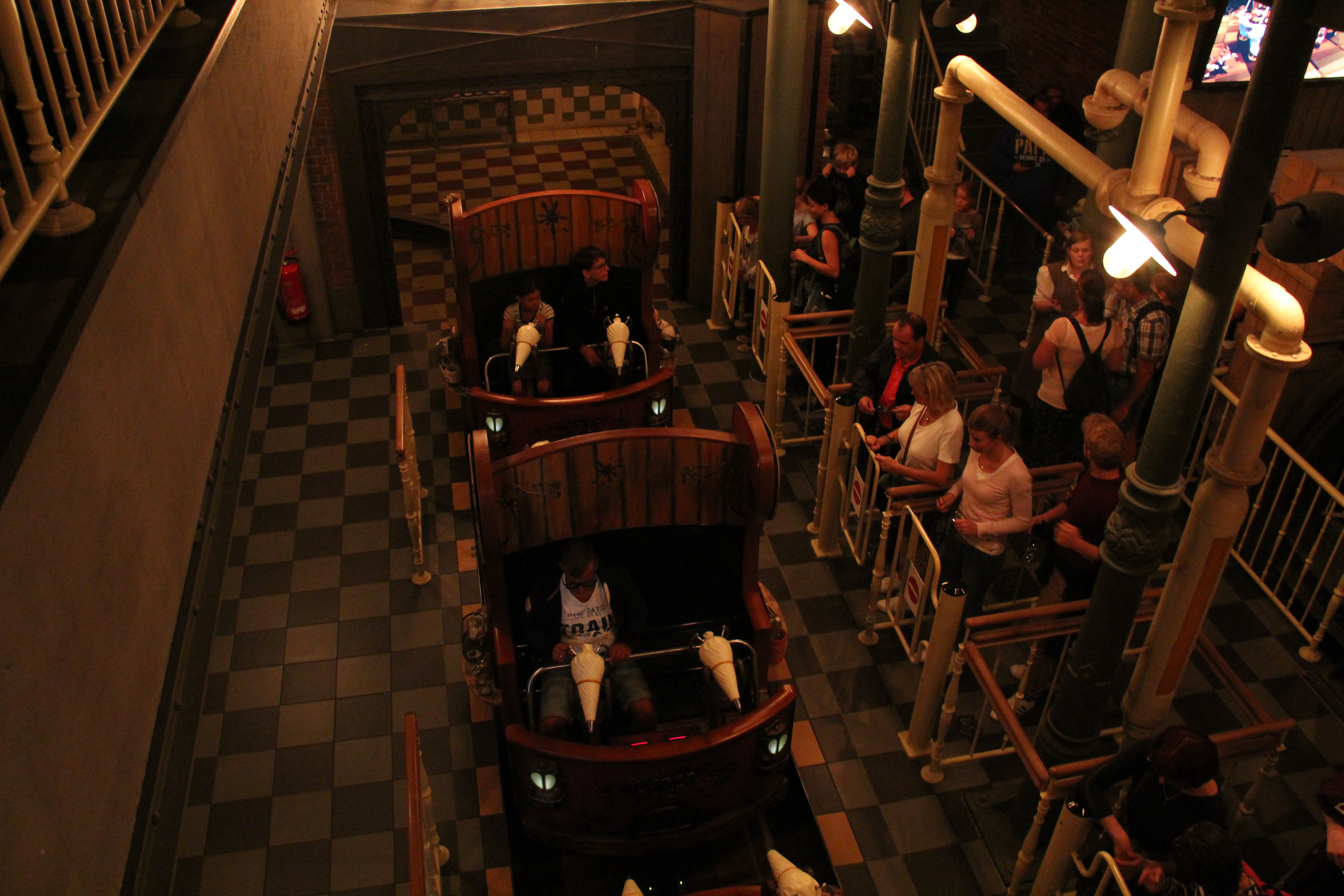
Station
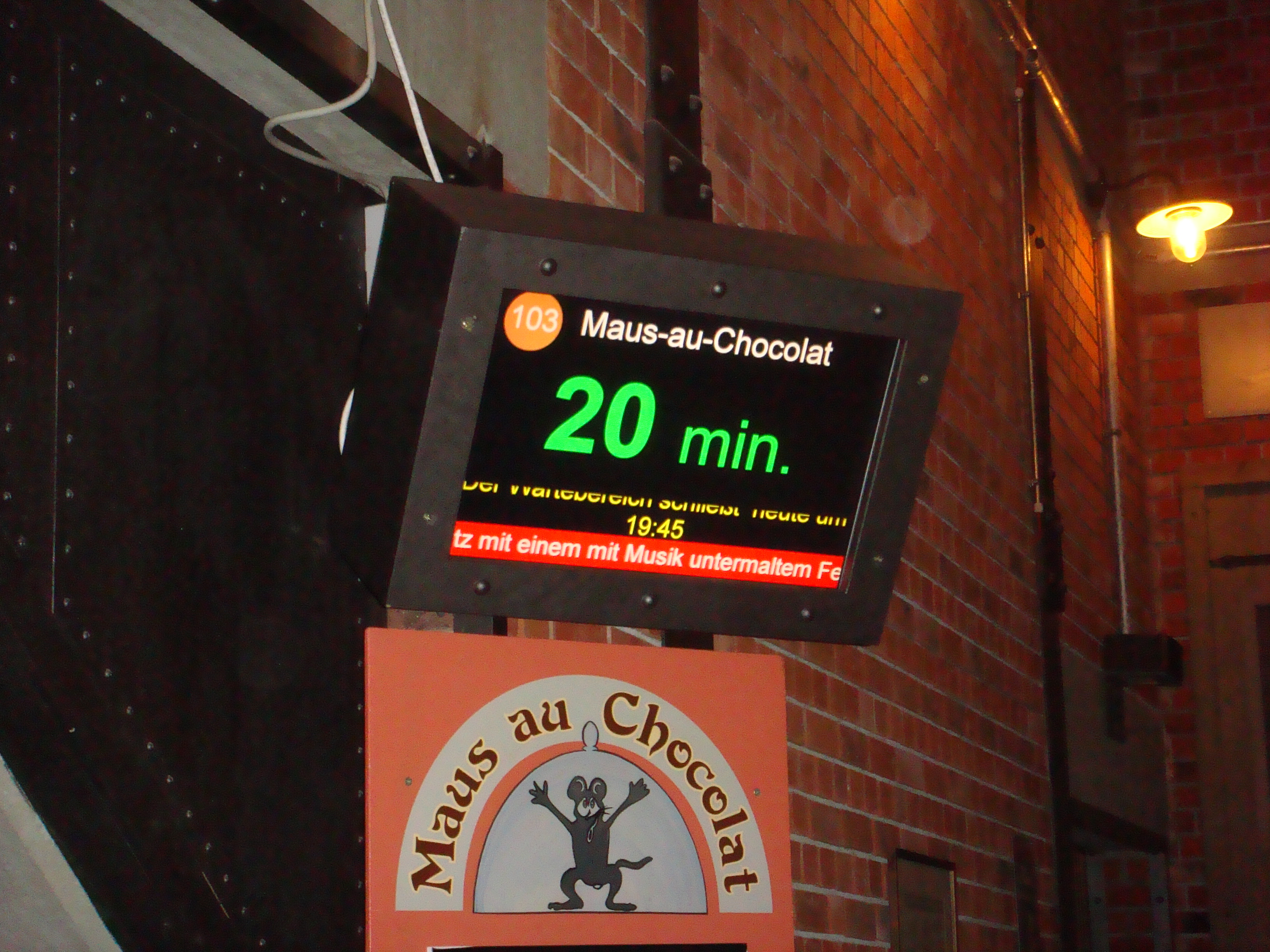
Digitaal wachttijdpaneel
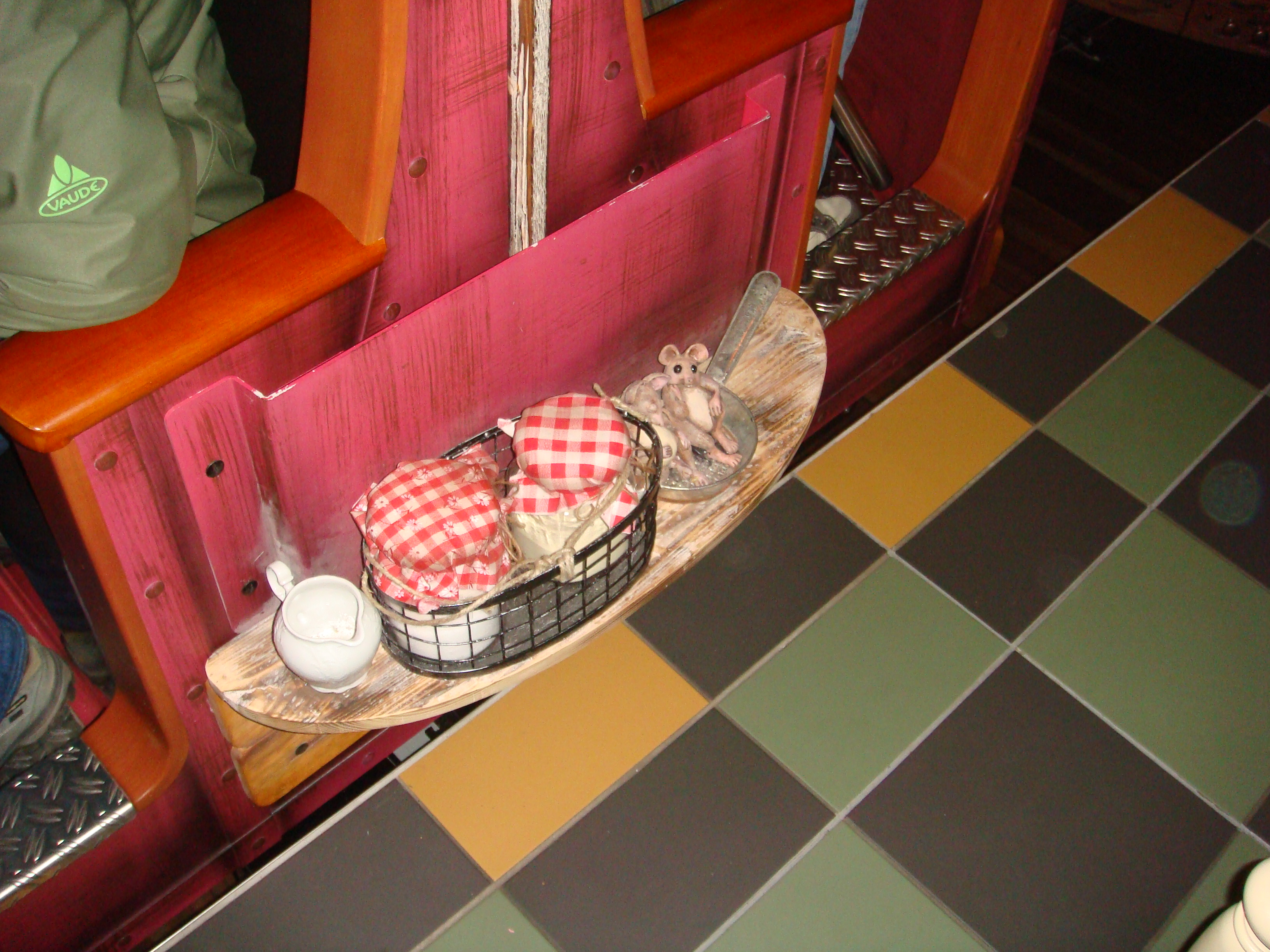
Decoratie aan het voertuig
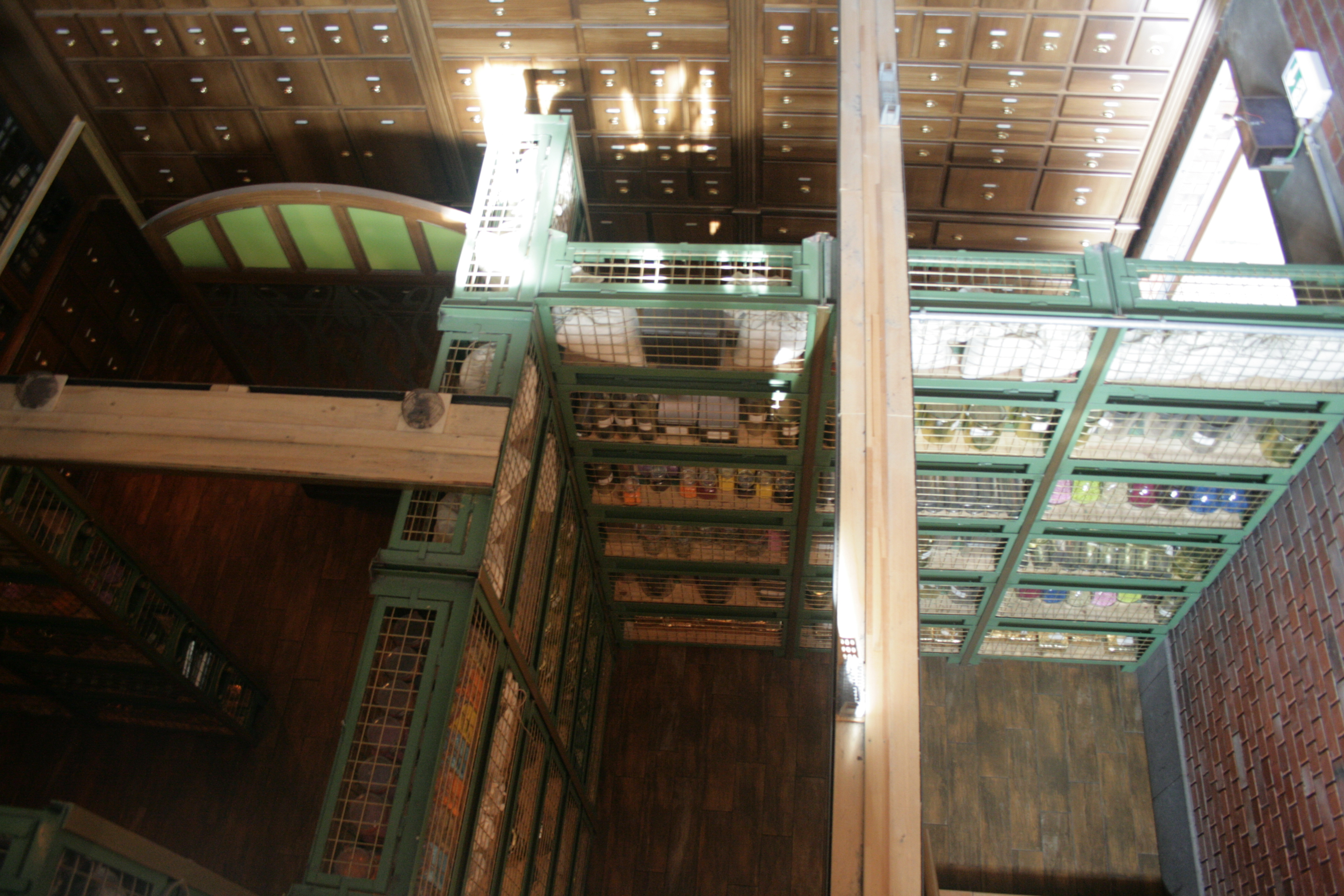
Wachtruimte
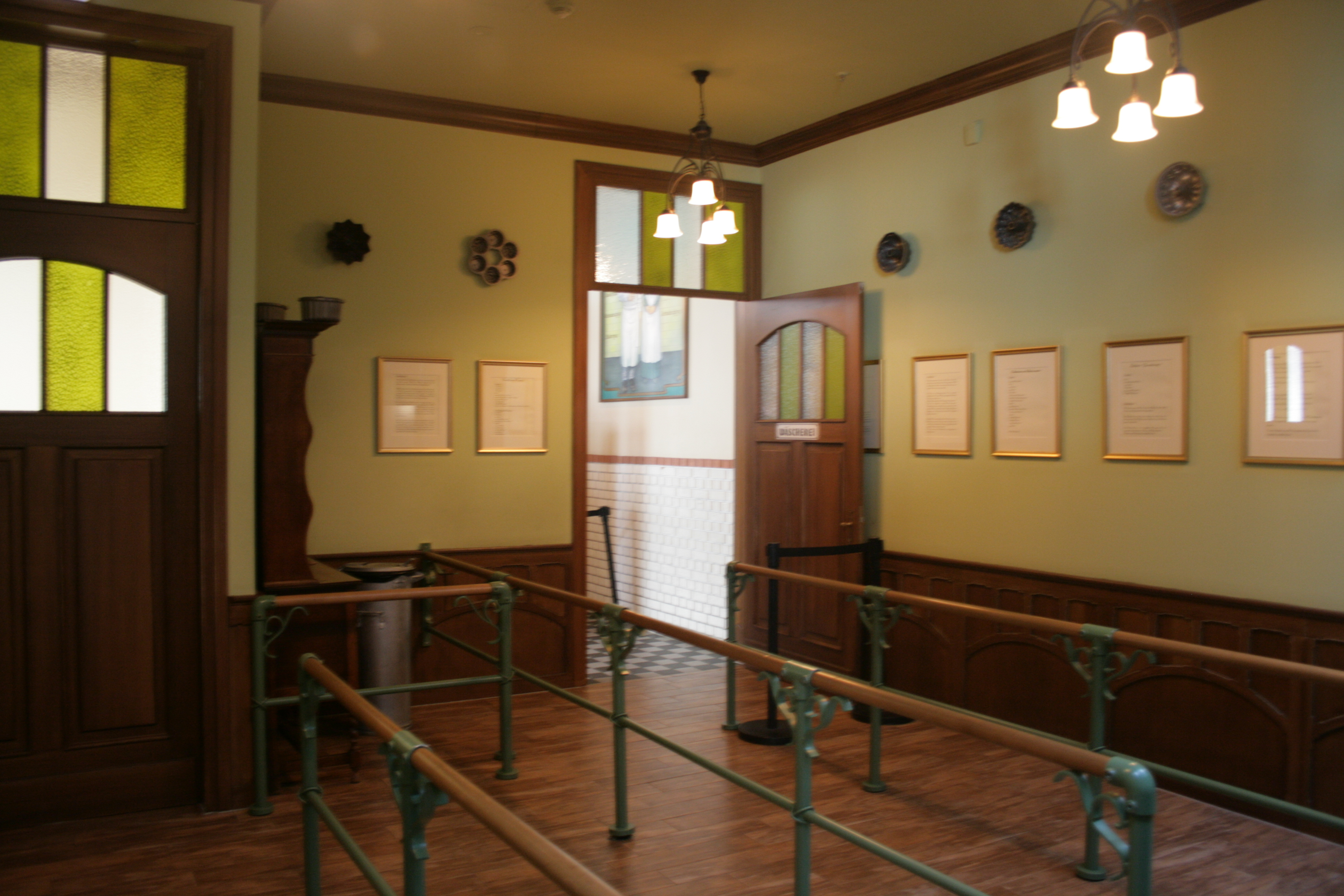
Wachtruimte
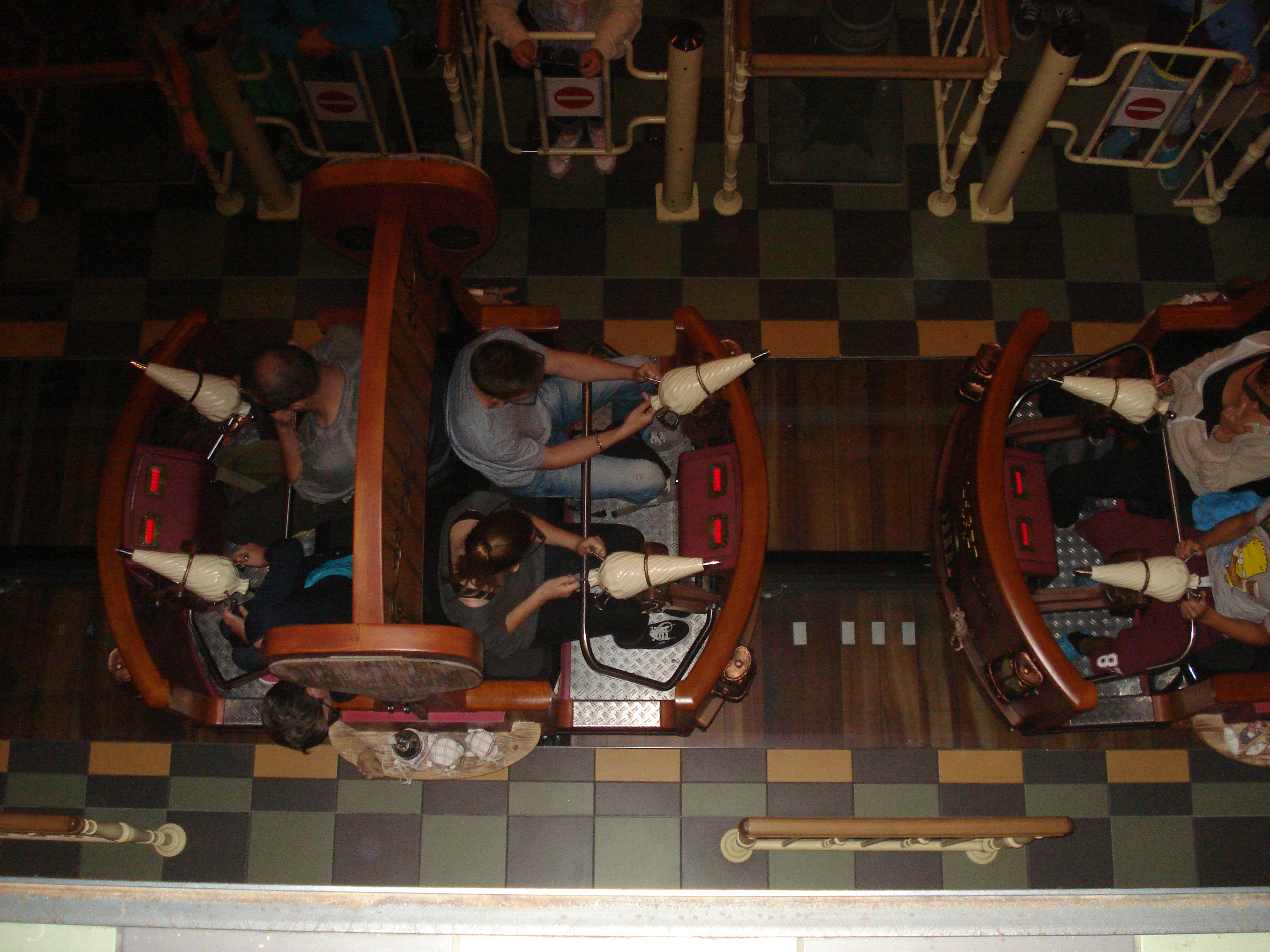
Voertuig van bovenaf gezien